# Chiesa di San Lussorio (Oliena)
La chiesa di San Lussorio è un edificio religioso situato a Oliena, nella Sardegna centro-orientale. Consacrata al culto cattolico, fa parte della parrocchia di Sant'Ignazio, diocesi di Nuoro.

Fino al 1644 è appartenuta ad un convento di frati minori di san Francesco d'Assisi.